# Weobley Castle
Weobley Castle (walisisch Castell Weble) ist ein aus dem 14. Jahrhundert stammendes befestigtes Herrenhaus auf der Gower-Halbinsel in Wales. Das als Kulturdenkmal der Kategorie Grade I klassifizierte und als Scheduled Monument geschützte Herrenhaus liegt etwa 1,8 km westlich des Dorfes Llanrhidian auf einem bewaldeten Höhenzug an der Nordküste der Halbinsel. Vom Herrenhaus überblickt man die Salzwiesen im Norden von Gower und die Mündung des Burry in den River Loughor.

## Geschichte

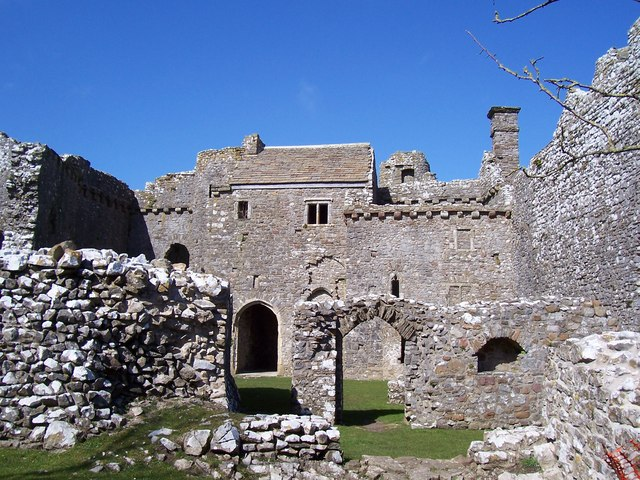
Der Nordflügel mit den ehemaligen Wohnräumen

Das Anwesen wird zuerst 1304 als Sitz von David de la Bere, dem Steward (Verwalter) von William de Braose, 2. Baron Braose, erwähnt. Vermutlich ließ David de la Bere in zwei Bauphasen die wesentlichen heute noch erhaltenen Gebäude erbauen. 1403 wurde das Anwesen während der Rebellion von Owain Glyndŵr erobert und verwüstet, wobei der Besitzer John de la Bere vermutlich getötet wurde. In den nächsten Jahrzehnten wechselte es mehrfach seine Besitzer und gehörte zeitweise der Familie Mansel und der Familie Herbert. Gegen Ende des 15. Jahrhunderts war das Haus im Besitz von Rhys ap Thomas, einem engen Gefolgsmann Heinrichs VII., der den Vorbau zur Halle errichten und einige kleinere Umbauten an der Kapelle und am Ostflügel vornehmen ließ. Das Anwesen diente nach dem Tod von Rhys Sohn Gruffydd ap Thomas als Witwensitz von dessen Frau Catherine St John. Da ihr Sohn Rhys ap Gruffydd 1531 wegen Hochverrats hingerichtet wurde, fiel Weobley Castle nach Catherines Tod 1553 an die Krone und wurde 1560 an William Herbert verkauft. 1666 erwarb es Edward Mansel of Margam. Das ehemalige Herrenhaus wurde ab dieser Zeit als Bauernhof verpachtet. Teile des Anwesens wurden in der Folgezeit nicht bewohnt oder genutzt und verfielen. 1911 schließlich übergab es Emily Talbot, die älteste Tochter von Christopher Rice Mansel Talbot, wieder dem Staat. Die neuzeitlichen Farmgebäude innerhalb des ehemaligen Herrenhauses wurden abgebrochen, die mittelalterlichen Mauern wurden restauriert. Heute gehört das Herrenhaus dem Cadw und kann von Ende März bis Ende Oktober besichtigt werden. 

## Anlage
Die Gebäude des leicht befestigten Herrenhauses umschließen einen kleinen Innenhof. Die Anlage wurde in zwei Bauabschnitten errichtet. Die ältesten Bauteile sind die Halle, der mächtige Südwestturm, der kleinere südöstliche Turm sowie ein Teil der östlichen Mauer. Ehe der südöstliche Turm fertiggestellt wurde, wurden die Baupläne entscheidend geändert und das Herrenhaus wurde in vereinfachter und verkleinerter Form unter Verzicht auf die Wehrhaftigkeit vollendet. Fertiggestellt wurden in diesem Bauabschnitt der Wohnbau als Nordflügel, das schlichte Torhaus als Westflügel sowie die an den Südwestturm grenzende Kapelle. Die westliche Hauptfassade besitzt zwar ein Torhaus, das jedoch nur durch einen flachen Graben geschützt ist und keine Schießscharten oder Gusslöcher besitzt. Der Südostturm und der Ostflügel wurden nicht fertiggestellt. An dem Bau wurden in den nächsten Jahrhunderten nur wenige Umbauten vorgenommen, die größte Veränderung war der Anbau eines zweigeschossigen Vorbaus als neuen repräsentativeren Eingang in die Halle unter Rhys ap Thomas.
Trotz seiner reduzierten Ausführung war das Haus für die damalige Zeit mit heizbaren Wohnräumen, Gästezimmern und mehreren Latrinen sehr wohnlich eingerichtet. Von den Gebäuden sind heute der Südflügel und der Südwestturm nur noch als Ruine erhalten, während der Nord- und der Westflügel, die einst die Halle, die Küche, die Privatgemächer und das Torhaus enthielten, noch gut erhalten sind. In den ehemaligen Privatgemächern befindet sich eine kleine Ausstellung zur Geschichte der Burg. 
Unmittelbar östlich der Burg befinden sich noch die Überreste eines Kalkofens, mit dem der Mörtel für den Bau des Anwesens hergestellt wurde. 
Südlich des Herrenhauses befindet sich ein Bauernhof mit den Resten einer spätmittelalterlichen Scheune und ansonsten neuzeitlichen Gebäuden.